# 泰勒縣 (佛羅里達州)
泰勒縣（英語：Taylor County）是美國佛羅里達州北部的一個縣，西南瀕臨墨西哥灣。面積3,191平方公里。根據美國2000年人口普查，共有人口19,256人。縣治佩里（Perry）。
成立於1856年12月23日。以第十二任總統扎卡里·泰勒命名。